# Aquele Abraço
"Aquele Abraço" é uma canção do cantor e compositor brasileiro Gilberto Gil, composta e lançada em 1969 como single.
Concebida quando decidido o exílio do cantor, a faixa é considerada um "hino de despedida", e menciona pessoas, bairros, clubes, escolas de samba e figuras cotidianas do Rio de Janeiro, além de uma referência velada ao lugar onde ficou preso na frase "alô, alô, Realengo". Com este expediente, Gil visava a despedir-se do país elogiando suas belezas e criticando seu pior aspecto: o início dos anos de chumbo e o governo militar.
Gravada entre abril e maio de 1969, pouco antes de Gil ir para o exílio em Londres, e lançada em agosto do mesmo ano, a canção se tornou uma das mais conhecidas e mais bem-sucedidas da carreira do cantor. É sua canção mais executada e regravada, sendo considerado o seu primeiro grande sucesso popular, além de se tornar símbolo da oposição ao regime militar.

## Contexto
Em 13 de dezembro de 1968, o governo militar que governava o Brasil edita o Ato Institucional nº 5, restringindo uma série de liberdades civis. Em 26 de dezembro, Gilberto Gil, Caetano Veloso e Os Mutantes fazem, na boate Sucata, no Rio de Janeiro, um espetáculo cercado de controvérsia devido à exposição, no palco, de uma imagem do artista plástico Hélio Oiticica, na qual um bandido chamado Cara de Cavalo aparece deitado no chão com a inscrição: “seja marginal, seja herói”. O local foi fechado, mas muitos boatos surgiram: primeiro, de que a imagem seria uma profanação da bandeira nacional; segundo, que os músicos teriam ainda cantado uma versão subversiva do Hino Nacional Brasileiro. Assim, na manhã de 27 de dezembro, Gil e Veloso são presos acusados de desrespeito à bandeira e ao hino nacional; durante este tempo de prisão, foram feitas mais investigações sobre as acusações.
Durante o tempo de prisão, Gil compôs quatro canções e desenvolveu uma relação afetuosa com os militares carcereiros. As investigações das Forças Armadas indicaram a inocência dos músicos, mas apenas em 19 de fevereiro de 1969, uma quarta-feira de cinzas, Gil e Veloso são soltos sem uma acusação formal.
Voltando a Salvador, os cantores foram presos novamente por considerarem que ele estava foragido. Desfeito o mal-entendido, ainda permaneceram em prisão domiciliar e tinham que se apresentar à Polícia Federal periodicamente. A fim de definir sua situação, Gil e Veloso voltaram ao Rio de Janeiro para uma reunião com os militares, onde ficou resolvido que eles seriam exilados. Seria-lhes, porém, permitido fazer dois shows, em 20 e 21 de julho de 1969, no Teatro Castro Alves, em Salvador, para arrecadar dinheiro para a viagem. Logo depois, os cantores partiram para o exílio em Londres, indo morar em Chelsea.

## Composição
Após a reunião com os militares onde ficou decidido o seu exílio, Gil voltou a Salvador. Antes de ir, porém, visitou a casa de Mariah Costa, mãe de Gal Costa, no Rio de Janeiro. Ali, teve a ideia e começou a compor "Aquele Abraço", idealizada como uma canção de despedida do Brasil. A letra foi terminada no avião rumo a Salvador, escrevendo-a num guardanapo. A melodia foi mentalizada - para tanto, Gil optou por uma que fosse simples.
A expressão "Alô, alô, Realengo: aquele abraço!" era um bordão utilizado pelo humorista Lilico no programa Balança Mas Não Cai, então exibido na Rede Globo desde 1968. Gil, porém, não teve contato com o humorista por não ter acesso a televisão. Porém, os soldados do quartel onde o cantor ficou preso o cumprimentavam falando "aquele abraço!".
Embora alguns supunham que o trecho "alô, alô, Realengo" seja uma provocação aos militares por Gil ter sido eventualmente preso na Escola Militar do Realengo (hoje Comando da 9ª Brigada de Infantaria Motorizada), na verdade isto é uma inexatidão, pois o músico ficou preso num quartel na Vila Militar, bairro vizinho. Segundo o cantor, a escolha de Realengo não se deve ao bordão de Lilico ou ao lugar exato do quartel onde ficou preso, mas a uma escolha aleatória de um bairro do subúrbio do Rio que fosse marginal a uma linha de trem e representasse o lugar onde ficou preso.
O trecho "alô, torcida do Flamengo" é geralmente interpretado como uma provocação de Gil, que é torcedor do Fluminense, ao time rival, pela vitória na final do Campeonato Carioca de Futebol de 1969, quando o Fluminense se sagrou campeão vencendo por 3 a 2 o rival. De fato, porém, como a música foi composta e gravada antes da final do campeonato (que aconteceu em 15 de junho de 1969), a canção pode se referir a algum jogo anterior .

## Gravação e lançamento
A canção foi gravada junto do disco Gilberto Gil: entre abril e maio, Gil gravou voz e violão para todas as canções e, posteriormente, o produtor musical Manoel Barenbein e os arranjadores Rogério Duprat e Chiquinho de Moraes finalizaram o disco, gravando a banda que acompanha Gil em todas as músicas e mixando o álbum.
Tendo já gravado o álbum e arrecadado fundos para a viagem, Gil parte para o exílio em julho de 1969. Em agosto de 1969, são lançados, simultaneamente, o single de "Aquele Abraço" e o álbum Gilberto Gil.
A canção teve três diferentes edições. Enquanto, no álbum, a canção conta com 5'23", o single traz uma versão que sofre fade out mais cedo, aos 4'35". Em 1998, num relançamento do álbum em CD, foi incluída uma "versão integral", que tem 7'00"..

## Recepção
A canção se tornou uma das mais bem-sucedidas da carreira de Gilberto Gil. É sua canção mais executada; o segundo single mais bem vendida; e o terceiro a ficar mais tempo em primeiro lugar nas paradas de sucesso do Brasil, tendo ficado dois meses inteiros em 1º lugar em 1969. Os demais sucessos de Gil são "Não Chores Mais (No Woman, No Cry)", de 1979, e "Xodó (Só Quero um Xodó)", de 1973.
Em agosto de 1970, o Museu da Imagem e do Som do Rio de Janeiro premia a canção com o Golfinho de Ouro, como melhor música do último ano. Gil recusa o prêmio por meio do artigo "Recuso + Aceito = Receito", publicado na revista O Pasquim publicada em 24 de agosto de 1970, fazendo fortes críticas ao caráter autoritário do Museu:
| “ | Se ele [o Museu] pensa que com Aquele Abraço eu estava querendo pedir perdão pelo que fizera antes, se enganou. E eu não tenho dúvida de que o museu realmente pensa que Aquele Abraço é samba de penitência pelos pecados cometidos contra "a sagrada música brasileira". Os pronunciamentos de alguns dos seus membros e as cartas que recebi demonstram isso claramente. O museu continua sendo o mesmo de janeiro, fevereiro e março: tutor do folclore de verão carioca. Eu não tenho porque não recusar o prêmio dado para um samba que eles supõem ter sido feito zelando pela "pureza" da música popular brasileira. Eu não tenho nada com essa pureza. Tenho três LPs gravados aí no Brasil que demonstram isso. E que fique claro para os que cortaram minha onda e minha barba que Aquele Abraço não significa que eu tenha me "regenerado", que eu tenha me tornado "bom crioulo puxador de samba" como eles querem que sejam todos os negros que realmente "sabem qual é o seu lugar". Eu não sei qual é o meu e não estou em lugar nenhum; não estou mais servindo a mesa dos senhores brancos e nem estou mais triste na senzala em que eles estão transformando o Brasil. Por isso talvez Deus tenha me tirado de lá e me colocado numa rua fria e vazia onde pelo menos eu possa cantar como o passarinho. As aves daqui não gorgeiam como as de lá, mas ainda gorgeiam. | ” |

## Legado
A canção já alcançou um patamar de ícone da cultura popular brasileira e foi executada por Marisa Monte e Seu Jorge na cerimônia de encerramento dos Jogos Olímpicos de Verão de 2012 em Londres, como parte da visualização dos Jogos Olímpicos de Verão de 2016 no Rio de Janeiro.
A banda inglesa Bow Wow Wow, coordenada por Malcolm McLaren gravou, em 1981, uma versão em inglês da música, intitulada "Hello, Hello Daddy (I'll Sacrifice You)".
Entre as pessoas que já regravaram a canção estão: "Arthur Moreira Lima", Arthur Moreira Lima, Elis Regina e Miele, Evandro Marinho, Evelyn, Ivo Meirelles e Funk'n'Lata, Leandro Sapucahy, Legião Urbana, Tim Maia e Quarteto em Cy.

## Faixas
Todas as faixas escritas e compostas por Gilberto Gil. 
| 7" (PHILIPS 365.288 PB) |                                      |         |  |
| N.º                     | Título                               | Duração |  |
| 1.                      | "Aquêle Abraço" (Edição do compacto) | 4:35    |  |
| 2.                      | "O Má Iaô"                           | 4:25    |  |
| Duração total:          | Duração total:                       | 9:00    |  |

Observação: A Reforma Ortográfica de 1971 fez cair o acento então existente em "aquele". E, posteriormente, Gilberto Gil passou a grafar "O Má Iaô" como "Omã Iaô.